# Christian Friedrich Nürnberger
Christian Friedrich Nürnberger (* 1744 in Zwickau; † 26. Februar 1795 in Wittenberg) war ein deutscher Mediziner und Botaniker.

## Leben
Nürnberger war der Sohn des Stadtschreibers und Advokaten in Zwickau Michael Nürnberger und dessen Frau Christiane Sophie (geb. Mann). Er genoss seine erste Bildung in seiner Vaterstadt, bezog am 25. April 1759 die kurfürstlich sächsische Landesschule St. Afra in Meißen. Hier hatte er Johann Gottfried Höre, Christian Andreas Cleemann, Christian Friedrich Weise, Johann Liebrecht Schreger und Johann Albert Klimm als Lehrer. Am 3. Juni 1764 verließ er die Bildungseinrichtung und bereitete sich in Großenhain bei den Predigern Ulich und Ebert auf ein Studium vor.
Am 30. Mai 1766 immatrikulierte sich an der Universität Wittenberg. Dort verfolgte er ein medizinisches Studium, besuchte die Vorlesungen von Daniel Wilhelm Triller, Georg August Langguth, Georg Rudolph Böhmer. Nachdem er 1772 sein medizinischen Kanditenexamen bestanden hatte, somit seine Approbation als Arzt erlangt hatte, promovierte er am 30. September 1773 zum Doktor der Medizin. In Wittenberg eröffnet er eine Praxis, hielt seit 1774 medizinische Privatvorlesungen und war Bibliothekar an der Wittenberger Universitätsbibliothek. Er erlangte an der medizinischen Fakultät am 22. Juli 1780 eine außerordentliche Professur.
1782 wurde er durch den Tod von Triller ordentlicher Professor der Anatomie und Botanik in Wittenberg, womit er die Aufsicht über den akademischen Garten und das anatomische und naturgeschichtliche Kabinett erhielt. Zwei Jahre später absolvierte er eine Gelehrtenreise, welche ihn nach Braunschweig, Göttingen, Kassel, Marburg etc. führte. In der Wissenschaft hat er sich neben Beiträgen, die mit seiner Professur verbunden waren, vor allem auf dem Gebiet der Physiologie einen Namen gemacht. Dabei schrieb er Abhandlungen über den Blutkreislauf und verfasste histologische Arbeiten. Seine Vorlesungen stießen bei der Studentenschaft auf ein breites Echo und wurden gern besucht. Vor allem zeichnete sich Nürnberger dabei durch seine Gründlichkeit aus.
Nürnberger, der sich am 30. April 1790 auch den höchsten philosophischen Grad eines Magisters erworben hatte, engagierte sich auch an den organisatorischen Aufgaben der Universität. Er war mehrmals Dekan der medizinischen Fakultät und er übernahm im Wintersemester 1791 das Interims-, sowie in den Wintersemestern 1787, 1793 das Rektorat der Hochschule. Nürnberger hinterließ als Ehrenmitglied der Leipziger ökonomischen Gesellschaft, der Wittenberger Universitätsbibliothek nach seinem Tode seine eigene Bibliothek, die mit der Zusammenlegung der Universität Halle-Wittenberg in die Sammlung derselben einfloss.
Nürnberger verheiratete sich mit Rahel Dorothea Christiana Strauß (* 12. Januar 1759 (1757) in Lauchstädt; † 1833 in Dresden), der Tochter des Assessors am Oberkonsistorium und Hofpredigers in Dresden, Dr. theol. Johann Gottfried Strauß († Dresden Mai/Juni 1779) und der Rahel Christiane (geb. Heun). Die Ehe blieb kinderlos. Seine Witwe heiratete nach seinem Tod im Juni 1796 den Kreisamtmann in Tennstädt Cölestin August Just (* 11. November 1750 in Merseburg, † 22. Mai 1822 in Tennstedt).

## Schriften
- Disputatio Medica Inauguralis De Damnis Ex Lactatione Nimium Protracta. Dürr, Wittenberg 1773. (Digitalisat)
- Observationes anatomico physiologica super glandulis conglobatis, Prolusio. Wittenberg 1780. (Digitalisat)
- De sympathia oeconomiae animalis prolusio. Wittenberg 1782. (Digitalisat)
- De incrementis Academiae Wittebergensis ex liberalisate medicorum. Wittenberg 1783.
- Progr. de organorum et actionum sexus in Oeconomia animali et vegetabili analogía. Wittenberg 1784.
- Progr. de Chirurgia recentiorum absolutam vulnerum lethalitatem capitis praecipue non infringente. Wittenberg 1784.
- Progr. de liquore gastrico et enterico, eorumque organo secretorio singolari. Wittenberg 1785.
- Diss. de justa foeminarum lactatione magno sanitatis praesidio; Sectio prior de virtute lactationis prophylactica. Wittenberg 1786.
- Diss. Sectio altera de virtute lactationis therapevtica. Wittenberg 1787.
- Meletemata super digitorum unguibus. Wittenberg 1786.
- Progr. II de unguium et pilorum sorte post fata. Wittenberg 1787.
- Progr. de vita fetuum excludendorum per manum obstetricantem ex ossium fractura non periclitante. Wittenberg 1788.
- Dissertatio medica de medicina nonnunquam ex animi commotionibus capienda; q. def. D. 13. Mart. Praes. Wittenberg 1790.
- Progr. I – IV Causarum morbificarum criteria. Wittenberg 1790.
- Progr. Triga observationum anatomicarum, necessariam et perutilem incarcerationum distinctionem confirmantium. Wittenberg 1792.
- Progr. I – V Epicrisis remediorum in herniarum incarcerationibus commendatorum Sect, I — V. Wittenberg 1793–1794.
- Disputatio inauguralis medica de Racematione epicriseos venaesectionum in herniarum incarcerationibus commendatorum. (Resp. August Benjamin Christoph) Wittenberg 1794. (-digitalisat)
- Progr. I et II De Naevis Qvibvsdam Politiae Medicae Academiis Plervmqve Adhaerentibvs. (Resp. Ernst Friedrich Graun) Dürr, Wittenberg 1794. (Digitalisat I), (Digitalisat II)
- Bemerkungen über das jetzige epidemische Fieber. In: Wittenberger Wochenblatt. 1782, St. 21.